# Bertrand Cluzel
Bertrand Cluzel est né le 25 septembre 1948 à Vichy. Il est le fils de Jean Cluzel, ancien sénateur de l’Allier, membre de l'Académie des sciences morales et politiques.

## Biographie

### Jeunesse et études
Bertrand Cluzel est docteur d’État ès sciences économiques. Il est également diplômé de l'European Business School.

### Parcours professionnel
Entre 1974 et 1978, il est chargé de mission à la DATAR puis auprès du préfet de la région Ile-de-France. Fondateur du premier groupe d'enseignement et de formation dans le secteur privé, conseiller de plusieurs ministres pour les questions de formation, nommé membre du CESE au titre des personnalités qualifiées.
De 1981 à 1995, il est président du groupe École des Cadres, Pigier, d'Educinvest SA et fait entrer le monde de l'enseignement supérieur dans la sphère entrepreneuriale. La Caisse des Dépôts, Paribas, la Compagnie générale des eaux notamment deviennent les principaux actionnaires d'Educinvest, première holding dans le secteur de la formation.[réf. nécessaire]
Bertrand Cluzel met en place (avec la MNEF) la FGMESC, premier organisme mutualiste de cautionnement des prêts étudiants[réf. nécessaire] et réalise — à l'initiative d'Édith Cresson, alors Premier Ministre — le Programme pour la Qualification et l'Emploi (PAQUE). Il démocratise et contribue majoritairement au développement de l’alternance en France, en introduisant de nouvelles pratiques et en facilitant son accès.
En novembre 1995, Cluzel est mis en examen pour « escroquerie, faux et usage de faux ». Il est incarcéré à la prison d'arrêt de Nanterre pour quelques jours en 1996 pour « détournement de fonds publics avec subornation de témoins » et « abus de biens sociaux, escroquerie et abus de confiance » Puis relaxé, sans conséquences judiciaires ,,.
Entre 1995 et 2014 , il est le directeur et gérant de la Revue politique et parlementaire, plus ancienne revue économique et politique, publie de nombreux articles et fait de cette revue un point de rencontre et forum des grands courants de la vie publique française avec l'aide d'un comité de rédaction[réf. nécessaire] ; il anime une Table ronde sur les politiques françaises à l'académie diplomatique internationale. Il est membre du conseil d'administration du SPEJP (Syndicat de la presse économique et juridique) créateur de la Revue Parlementaire et Politiques Internationales.
Il est actuellement associé, senior advisor du cabinet conseil C3C. Conférencier et contributeur de nombreuses revues, il est chancelier de l'Académie Eranos.

### Vie privée
Il est le gendre de Claude de Kémoularia, ancien ambassadeur de France à l'Organisation des Nations unies. Divorcé depuis 2009, il est père de sept enfants dont trois issus de son mariage.
Il est chevalier dans l'Ordre du Mérite national.